# Volt Zypern
Volt Zypern (griechisch Βολτ Κύπρος, türkisch Volt Kıbrıs) ist eine politische Partei in Zypern und der zypriotische Zweig von Volt Europa, einer euroföderalistischen und progressiven paneuropäischen politischen Partei und Bewegung, die sich für eine stärkere europäische Zusammenarbeit in ganz Europa einsetzt.

## Geschichte
Volt wurde in Zypern durch eine enge Zusammenarbeit mit der Bewegung New Wave – The Other Cyprus mit der Unterzeichnung einer gemeinsamen Absichtserklärung am 4. November 2021 aktiv. Darin vereinbarten die Bewegungen eine engere Zusammenarbeit und einen Zusammenschluss nach den Präsidentschaftswahlen 2023 und New Wave – The Other Cyprus benannte sich in Neo Kyma || Volt Cyprus – The Other Cyprus um. Mit ihrem Kandidaten Constantinos Christofides erhielten sie 1,6 % der Stimmen im ersten Wahlgang.
Am 26. Oktober 2023 gaben Volt, New Wave und die Bewegung Famagusta for Cyprus ihren Zusammenschluss und die Gründung der Partei Volt Zypern bekannt. Am 27. November kündigte die Parlamentsabgeordnete Alexandra Attalides an, Mitglied von Volt zu werden. Am 3. Dezember verabschiedete die Partei auf ihrem Gründungsparteitag ihre Satzung, womit sie offiziell die 19. registrierte Volt-Partei ist und wählte Alexandra Attalides und Charilaos Velaris zu ihren Vorsitzenden. Der Zyperntürke Hulusi Kilim wurde zum Generalsekretär gewählt, womit er der erste türkisch-zypriotische Politiker ist, der das höchste Amt in einer Partei bekleidet, die auf der griechisch-zyprischen Seite aktiv ist. Damit ist die Partei gleichzeitig auch die derzeit einzige Partei, die sowohl die griechisch-zypriotische als auch die türkisch-zypriotische Gemeinschaft unter einem Dach vereint.

## Inhaltliches Profil
Als Teil der paneuropäischen Bewegung Volt Europa strebt die Partei an, aktuelle Herausforderungen und Themen wie den Klimawandel, Migration oder Künstliche Intelligenz durch eine engere europäische Zusammenarbeit zu lösen.

### Zypernkonflikt
Volt tritt für ein vereintes Zypern ein. Um den Zypernkonflikt zu lösen, tritt die Partei dafür ein, Kommunikationskanäle zwischen den Landesteilen wieder zu öffnen, um die durch geschlossenen Checkpoints entstandene Kommunikationslücke zu schließen. Dazu schlägt sie unter anderem vor, Hemmnisse wie doppelte Versicherungen für Autos und Gebühren für Telefonate zwischen den Landesteilen abzuschaffen. Der innerzypriotische Handel soll gestärkt werden um gegenseitige Abhängigkeiten zu schaffen. Die Waffenstillstandsregelug soll durch ein Friedensabkommen gestärkt werden und gemeinsame zypriotische Interessen stärker in den Mittelpunkt gestellt werden.

### Europapolitik
Die Partei strebt die gründung eines föderalen geeinten Europas an mit einer gemeinsamen europäischen Armee, eine europäische Regierung mit einem europäischen Premierminister, und einem europäischen Finanz- und wirtschaftsministerium um auf globale Herausforderungen besser reagieren zu können. Volt will das Europäische Parlament stärken und die EU weiter demokratisiert werden. Bürokratie soll reduziert werden.

### Migration
Volt setzt sich für die Schaffung von institutionalisierten Verfahren und humanitären Routen für die sichere Überfahrt von Asylbewerbern, um den Verlust von Menschenleben im Mittelmeer, in der Sahara und im Atlantik zu beenden. Die Dublin-Verordnung soll überarbeitet werden und ein gemeinsames europäisches Asylsystem geschaffen werden, dass für eine fairere Verteilung von Flüchtlingen über die Mitgliedstaaten sorgt und die Belastung der Staaten am Rand der Europäischen reduziert.

### Korruption und Rechtsstaatlichkeit
Volt zufolge geht Zypern zu wenig gegen Korruption vor. Einen Grund für diese sieht die Partei im ungelösten Zypernproblem. Die Partei will außerdem Rechtsstaatlichkeit in der Europäischen Union und deren Durchsetzung stärken.

## Struktur
Die Partei ist Teil der paneuropäischen Partei und Bewegung Volt Europa die einzige bikommunale Partei in Zypern, welche sowohl den griechischen wie den türkischen Teil Zyperns umfasst. Die Partei wird von einer Doppelspitze aus einem Mann und einer Frau geführt.

## Wahlen

### Europawahl 2024
Das Programm von Volt für die Europawahl wurde am 27. November bei der Generalversammlung von Volt Europa in Paris beschlossen, das für Volt in ganz Europa gleichermaßen gilt. Ergänzend wollte die Partei Positionen zu speziell cypriotischen Herausforderungen formulieren. Am 25. Februar wählte die Partei ihre 6 Kandidaten. Spitzenkandidaten waren Andromache Sophocleous, Hulusi Kilim. Teil der Liste ist außerdem der Enthüllungsjournalist Makarios Drousiotis und der Autor Makarios Drushiotis. Volt kam in Zypern auf 2,92 % und verpasste damit den Einzug ins Europäische Parlament.